# Підлісненська сільська рада (Олександрівський район)
| Підлісненська сільська рада — колишній орган місцевого самоврядування у Олександрівському районі Кіровоградської області з адміністративним центром у с. Підлісне. Сільській раді підпорядковані населені пункти: - с. Підлісне |

## Склад ради
Рада складається з 12 депутатів та голови.

### Керівний склад ради
| ПІБ                          | Основні відомості                                                 | Дата обрання | Дата звільнення |
| ---------------------------- | ----------------------------------------------------------------- | ------------ | --------------- |
| Кармазін Сергій Анатолійович | Сільський голова, 1981 року народження, освіта, безпартійний      | 26.03.2006   | 31.10.2010      |
| Кармазін Сергій Анатолійович | Сільський голова, 1981 року народження, освіта вища, безпартійний | 31.10.2010   |                 |

Примітка: таблиця складена за даними джерела

## Населення
Згідно з переписом УРСР 1989 року чисельність наявного населення сільської ради становила 1154 особи, з яких 488 чоловіків та 666 жінок.
За переписом населення України 2001 року в сільській раді мешкала 1021 особа.

### Мова
Розподіл населення за рідною мовою за даними перепису 2001 року:
| Мова       | Відсоток |
| ---------- | -------- |
| українська | 97,65 %  |
| російська  | 2,15 %   |
| молдовська | 0,20 %   |